# Bagism
Bagism es un término que fue creado por John Lennon y Yoko Ono como parte de su extensiva campaña por la paz a finales de los años 1960. La intención del bagism era satirizar los prejuicios y los estereotipos. El bagism fue literalmente envolverse con una bolsa sobre el propio cuerpo. De acuerdo con John y Yoko, al vivir en una bolsa, una persona no podía ser juzgada por los demás en base al color de la piel, género, longitud del cabello, vestimenta, edad, o cualquier otro atributo de este tipo. Fue presentado como una forma de comunicación total. En lugar de centrarse en la apariencia externa, el oyente escucharía solo el mensaje del bagist.

## Propósito y orígenes
John y Yoko introdujeron la idea durante una conferencia de prensa muy bien recibida en Viena el 31 de marzo de 1969, y lo explicaron más a fondo en una entrevista el 14 de junio de 1969 con David Frost. El bagism reflejó el despreocupado, caprichoso y, a menudo cómico estado de ánimo de otros esfuerzos de paz de John y Yoko, como sus Bed-Ins. Al llamar la atención de las masas con su premisa descabellada, el bagism presentó un poderoso mensaje social y político en el mundo. Lennon declaró: "Yoko y yo estamos dispuestos a ser los payasos del mundo; si al hacerlo logramos algo bueno."

## La boda alquímica
La pareja había aparecido antes en una bolsa en "la boda alquímica", un encuentro secreto de artistas, en el Royal Albert Hall de Londres a finales de 1968. El evento fue organizado por el Laboratorio de Artes y el BIT, el cual pretendía desafiar a la audiencia a ser participantes más que consumidores pasivos. John y Yoko se metieron en una gran bolsa de terciopelo negro en el escenario, se sentaron con las piernas cruzadas, rodilla a rodilla, se agacharon y cerraron la bolsa. Se movían solo dos veces en 45 minutos, escondiéndose más abajo. Este fue un gran reto a la audiencia.
Yoko dijo que el bagism se inspiró en el tema de El principito, de Antoine de Saint-Exupéry, que era: "Uno ve bien sólo con el corazón, lo esencial es invisible a los ojos". Ella esperaba que la bolsa, al ocultar su apariencia física y la de John, haría que su esencia o la esencia de su mensaje fuera visible.

## Bagism en las canciones de John Lennon
El bagism es mencionado tres veces en las canciones de John Lennon. La primera vez en "The Ballad of John and Yoko", donde John se refiere a "eating chocolate cake in a bag" ("comiendo pastel de chocolate en una bolsa"), que estaba en la conferencia de prensa de Viena, y la segunda es en la canción "Come Together", donde canta "He bag production". Esto se refiere a Bag Productions Ltd, empresa de relaciones públicas de Lennon, que deriva su nombre de Bagism. La tercera referencia está en "Give Peace a Chance", con la frase: "Everybody's talkin' about Bagism, Shagism, dragism, Madism, Ragism, Tagism, This-ism, That-ism, ism, ism, ism." ("Todo el mundo está hablando sobre Bagism...").

## Seguimiento en Internet
Un sitio web llamado Bagism fue creado alrededor de 1994 por Sam Choukri, proporcionando enlaces de John Lennon y los Beatles, fotografías y fragmentos raros de grabación de sonido y vídeo. En un momento dado, alrededor del año 1996, al precursor de Bagism.com, sitio web centrado en John Lennon, le fue enviada una petición de cese y desista por los representantes de propiedad de John Lennon sobre derechos de autor del contenido de Lennon. Después de una apelación sin éxito a propiedad de Ono y John Lennon, y la campaña de petición de Dear Yoko, Choukri decidió centrar sus esfuerzos en el contenido legalmente menos volátil y el sitio web desde entonces ha sido un centro de discusión, discografías detalladas, cartas, artículos, obras artísticas de fans y poesía, y muchos otros tipos de contenido.

## Usos recientes

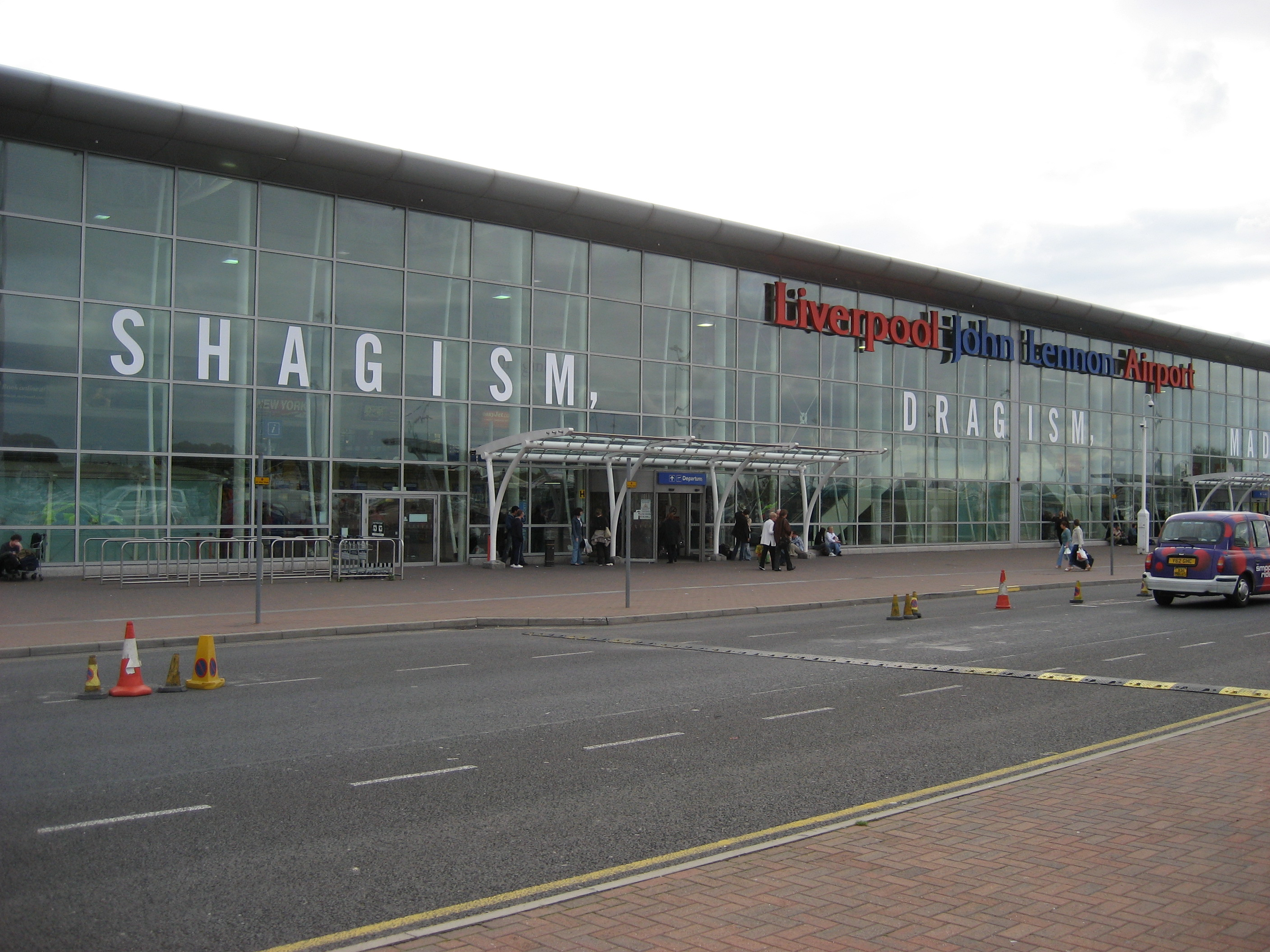
Aeropuerto John Lennon, septiembre de 2006

En 2006, el Aeropuerto de Liverpool-John Lennon tenía las palabras "Bagism, Shagism, Dragism, Madism, Ragism, Tagism" pegadas a lo largo de las ventanas delanteras del aeropuerto. Esto se hizo junto con la marca de varios versos de John Lennon alrededor de todo el interior del aeropuerto.
En 2010, la banda de estudio Strawberry Walrus grabó una canción sobre Bagism titulada "Bagism" y la publicó en su álbum titulado "This Is Not Here."